# ビューフォートの戦い
ビューフォートの戦い（ビューフォートのたたかい、英: Battle of Beaufort、またはポートロイヤル島の戦い、英: Battle of Port Royal Island）は、アメリカ独立戦争中の1779年2月3日に、サウスカロライナ植民地ビューフォート近くで行われた戦闘である。イギリス軍は前年1778年12月にジョージア植民地サバンナを占領し、その周辺の支配を固めてから間もない時に起こった。
1779年1月下旬、イギリス軍のオーガスティン・プレボスト准将は、サウスカロライナのブロード川河口にあるポートロイヤル島を占領するために正規兵200名を派遣した。アメリカ大陸軍南部の司令官ベンジャミン・リンカーン少将は、サウスカロライナのパーリーズバーグからウィリアム・ムールトリー准将に、主に民兵だが幾らかの大陸軍正規兵を混成した部隊を付けて派遣し、イギリス軍の侵攻に対応させた。戦闘そのものは引き分けに終わったが、イギリス軍が最初に退却し、大陸軍よりも多くの損失を出した。

## 背景
1778年にフランスがアメリカ独立戦争に参戦した後、イギリス軍はその注視する所をアメリカ南部に向けた。イギリス軍は戦争初期に南部には注意を払っていなかった。イギリス軍はニューヨーク市と東フロリダのセントオーガスティンから部隊を派遣することで南部戦略を開始し、1778年終盤にはジョージアのサバンナを占領することにした。ニューヨーク市のアーチボルド・キャンベル中佐の指揮する遠征隊が先ず到着し、1778年12月29日にうまくサバンナ市を占領することができた。サバンナ守備隊の残りは、パーリーズバーグで宿営していたベンジャミン・リンカーン少将指揮下のサウスカロライナ民兵隊と合流し、イギリス軍と対抗することになった。
イギリス軍のオーガスティン・プレボスト准将が1779年1月半ばにセントオーガスティンからサバンナに到着すると、そこの全軍の指揮を執り、22日にはキャンベルに部隊を付けて派遣し、オーガスタの占領とロイヤリスト民兵の徴募を目指させた。その後プレボストは海岸沿いをサウスカロライナに入った所にあるポートロイヤル島を占領するために部隊を派遣した。プレボストはそこのロイヤリストのイギリス寄りの感情が強いと信じ込まされていた。1月29日、耐航性のない戦列艦であり浮き砲台に転換されていたHMSビジラントが、イギリス海軍の長艇に曳航され、ヒルトンヘッド島と本土を隔てる海峡を通っていった。これには小型艦船の船隊が従い、ウィリアム・ガードナー少佐が指揮する第16および第60歩兵連隊の歩兵200名を運んでいた。ガードナーはポートロイヤル島の主要な町であるビューフォートを占領せよと命令されていた。

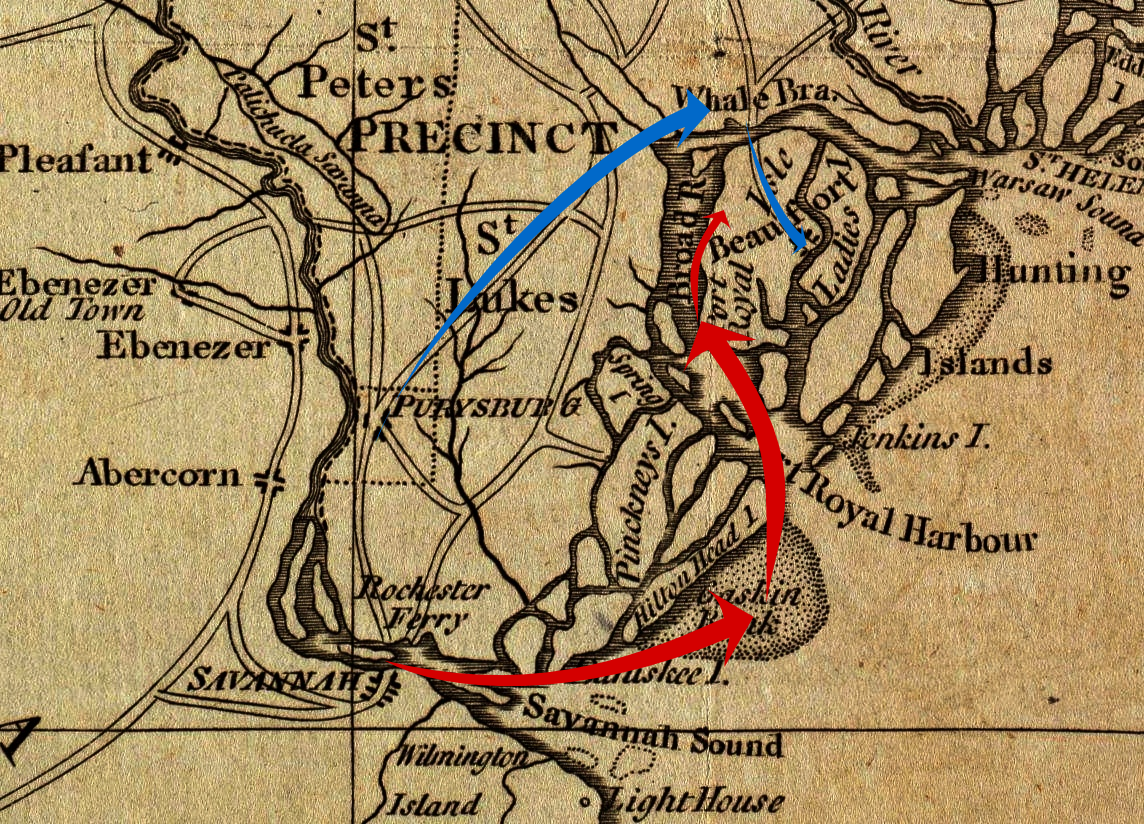
1779年の付近図、両軍がポートロイヤル島に向かった経路を示す、イギリス軍の動きは赤、アメリカ軍の動きは青で示す

ポートロイヤル島で唯一防御が施された施設はリトルトン砦であり、大陸軍ジョン・デトレビル大佐が指揮する1個中隊が駐屯していた。デトレビルは比較的大きなイギリス軍部隊が自分達の方向に向かっていることを知ると、砦の大砲を釘止めにし、主稜堡を爆破してイギリス軍が使えないようにした。大陸軍のリンカーン将軍は、イギリス軍の侵攻でポートロイヤル島との通信が切断されたことを知ると、サウスカロライナ民兵隊のウィリアム・ムールトリー准将に300名を付けて対応に向かわせた。ムールトリーは1776年のサリバン島の戦いで頭角を現していた。ムールトリーの部隊は大半がビューフォート地域のサウスカロライナ民兵で構成されていたが、幾らかの大陸軍正規兵とチャールストンの砲兵2個中隊が同行した。砲兵中隊はアメリカ合衆国下院議員のエドワード・ラトリッジとトマス・ヘイワード・ジュニアが指揮していた。この部隊はポートロイヤル島の主要渡し場に1月31日に到着した。それはデトレビル大尉が砦の破壊を完了してから間もない時だった。ムールトリー隊は2月1日に島を横切り、ビューフォートの町に入った。

## 戦闘
ガードナー隊は2月2日に、アンドリュー・デボーのプランテーション（現在のローレルベイ）でポートロイヤル島に上陸した。ロイヤリストのデボーが誘導した可能性がある。ガードナーは島の渡し場がある側を確保するために分遣隊を派遣した。この部隊は大陸軍に遭遇して後退した。ガードナーは大陸軍と対峙すべくビューフォートの方向に主力部隊を前進させ始めた。2月3日早朝、ムールトリーはイギリス軍の出現を知らされ、自軍を町の外に移動させた。両軍はポートロイヤル島で最も標高が高い地域近くで会した。そこはグレイズ・ヒルと呼ばれ、渡し場の南3マイル (5 km)、島の中央にあった。

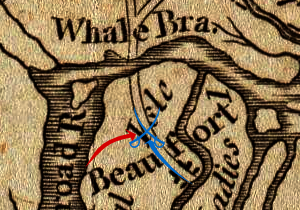
イギリス軍の上陸後に戦場に向かうまでの軌跡

ガードナーは岡の頂上に近い林の縁で兵士に戦列を組ませ、銃剣を付けて前進を命じた。大陸軍も前進し、マスケット銃の射程外にある開けた野原で戦列を組んだ。ムールトリー将軍は6ポンド野砲2門を戦列の中央に据え、小さな2ポンド砲1門を右翼に据えた。その後大陸軍はイギリス軍に向かって前進した。ムールトリーは、「これまでのイギリス軍と大陸軍の交戦とは逆になっており、イギリス軍が藪の中におり、大陸軍が開けた地域にいる」ことに気付いた。大陸軍がまず大砲で戦端を切り、続いてマスケット銃の一斉射撃を行った。戦闘は約45分間続き、大陸軍の弾薬が尽きかけていた。ムールトリーは後退を始めさせたが、そのときにイギリス軍も退却を始めているように見えた。戦場に残ったのは大陸軍だった。民兵の軽装騎兵1個中隊がイギリス軍を追跡し、船の所で遮断する寸前までいった。そこでは26名の兵士を捕虜にしたが、小部隊だったので全員を連れて帰る訳にはいかなかった。

## 戦いの後
捕まえた捕虜（史料によって7名から12名となっている）に加えて、イギリス軍は40名が戦死または負傷したと報告された。ただし、脱走兵によれば、ガードナー隊の半数近くが大陸軍の銃砲火で撃たれたとしていた。対する大陸軍は8名が戦死、22名が負傷しただけだった。
ガードナーは迷って船から遠くまで行ってしまったために、その部隊が受けた損失でプレボストから酷評された。しかしロイヤリストの支援が無かったのはガードナーの失点ではなかった。大部分が民兵の部隊が正規兵のイギリス軍に勝利したことで、アメリカ側の士気を大いに揚げた。しかし、3月初旬に続いて起きたブライアクリークの戦いで大きな損失を出し、ジョージアにいるプレボストの軍隊に対抗して行くはずだった大陸軍の作戦を遅らせた。4月にリンカーンがオーガスタに向けて移動を始めると、プレボストはチャールストンに向けて軍隊を動かした。しかし、チャールストン市を短期間封鎖する以上のことはできず、サバンナまで後退した。この作戦の間にポートロイヤル島はイギリス軍に再度占領された。
戦場に近いアメリカ国道21号線の標識には、この戦闘のことが記されている。リトルトン砦の廃墟はアメリカ合衆国国家歴史登録財に指定されている。